# Terézia Vansová
Terézia Zuzana Vansová (pseudonymy: Johanka Georgiadesová, Milka S., Milka Žartovnická, Nemophila, Neznáma veličina, P. Kronikár, P. Rokytovský, Reseda, Tereza Vansová-Medvecká, Terézka M.) (18. dubna 1857, Zvolenská Slatina – 10. října 1942, Banská Bystrica) byla slovenská spisovatelka, představitelka první generace realismu na Slovensku, zakladatelka ženského časopisu Dennica, funkcionářka ženského spolku Živena, podporovatelka ochotnického divadla a etnografka.

## Životopis
Pocházela ze šlechtického rodu Medveckých z Medvedzieho a Malého Bysterca (maďarsky: Medveczky de Medveczei és Kis Bisterczei), její otec byl evangelický farář Samuel Medvecký. Její rodina měla velký vliv i na její literární činnost. Měla šest sourozenců, z nichž např. její sestra Adéla byla manželkou spisovatele Jána Čajaka a později Pavola Dobšinského. Byla starší z dvojčat – podle zápisu v matrice se narodila o 9. hodině večerní, mladší bratr Juraj Anton se narodil hodinu po ní. Den po narození dostala při křtu jména Terézia Zuzana.
Vzdělání získala nejprve v lidové škole ve Zvolenské Slatině, později na soukromé dívčí škole K. Orfanida v Banské Bystrici a v Rimavské Sobotě, ale také samostudiem. V roce 1875 se provdala za evangelického faráře Jána Vansu a odstěhovala se za manželem do Lomničky (1875–1882), kde začala psát první básně a prózu nejen ve slovenštině, ale i v němčině. Po přestěhování na Rimavskou Pílu (1882–1911) se začala aktivně věnovat své spisovatelské kariéře.
Její manžel Ján Vansa (1846-1922) byl, jako její otec, evangelický kněz. Od roku 1911 žila po manželově penzionovaní v Banské Bystrici. Kromě toho, že jí osud nepřál a přišla o nejbližší (ještě v Lomničce jí zemřel malý synek, v roce 1922 spáchal sebevraždu její manžel), ji postihly i existenční problémy, se kterými musela zápasit.
Byla zakladatelkou, redaktorkou a později i majitelkou prvního ženského časopisu na Slovensku Dennica (1898–1908 a 1910–1914), do kterého přispívali mladí básníci (Ivan Gall, Ivan Krasko, František Votruba), a tak se stal orgánem nastupující slovenské moderny. V letech 1920 až 1923 redigovala časopis Slovenská žena. Podporovala ochotnické divadlo, rozširovala slovenský tisk. Věnovala se i etnografii, spolupracovala s družstvem Lipa. Byla autorkou Nové kuchařky (1914). Zasloužila se o založení rodinné školy a místního odboru Živeny v Banské Bystrici. V Živeně zastávala funkci místopředsedkyně ústředí.
V roce 1937 se v Banské Bystrici konaly velkorysé oslavy jejích osmdesátých narozenin, na které se sjelo 200 delegátek Živeny z celého Slovenska.
Dožívala v Banské Bystrici spolu se svou schovankou (v roce 1937 jí Lidové noviny věnovaly reportáž).

## Tvorba
Její díla začínají nést znaky realismu, ačkoli v její rané tvorbě stále přetrvává i náznak idealismu. Svá díla se snažila podávat tak, aby přitahovaly čtenáře, ale zejména čtenářky. Stala se průkopnicí ženského románu, její díla zpočátku ovlivňovaly takové autorky ženských románů, jakými je např. Hedwiga Courths-Mahlerová. Témata jejích děl často připomínají dnešní bulvární zprávy, protože se pokoušela upoutat čtenáře soudobými pikantními tématy. Kromě dobrodružství nabízejí i pestrý obraz tehdejší společnosti, módy, bydlení, takže její knihy často připomínají živé obrazy. Rovněž zveřejila i životopisy svých nejbližších, které však vyšly pouze v periodickém tisku. Její román Sirota Podhradských (1889) byl prvním románem slovenské ženské spisovatelky.
Vyzdvihovala česko-slovenskou vzájemnost, propagovala českou kulturu, zejména díla Boženy Němcové, která i překládala do slovenštiny. Její politické i osobní zájmy se odrážely i v její tvorbě, stejně jako její veřejné a společenské aktivity a životní zkušenosti. V roce 1927 získala státní cenu za román Kliatba.
Byla autorkou několika divadelních her.

## Památky

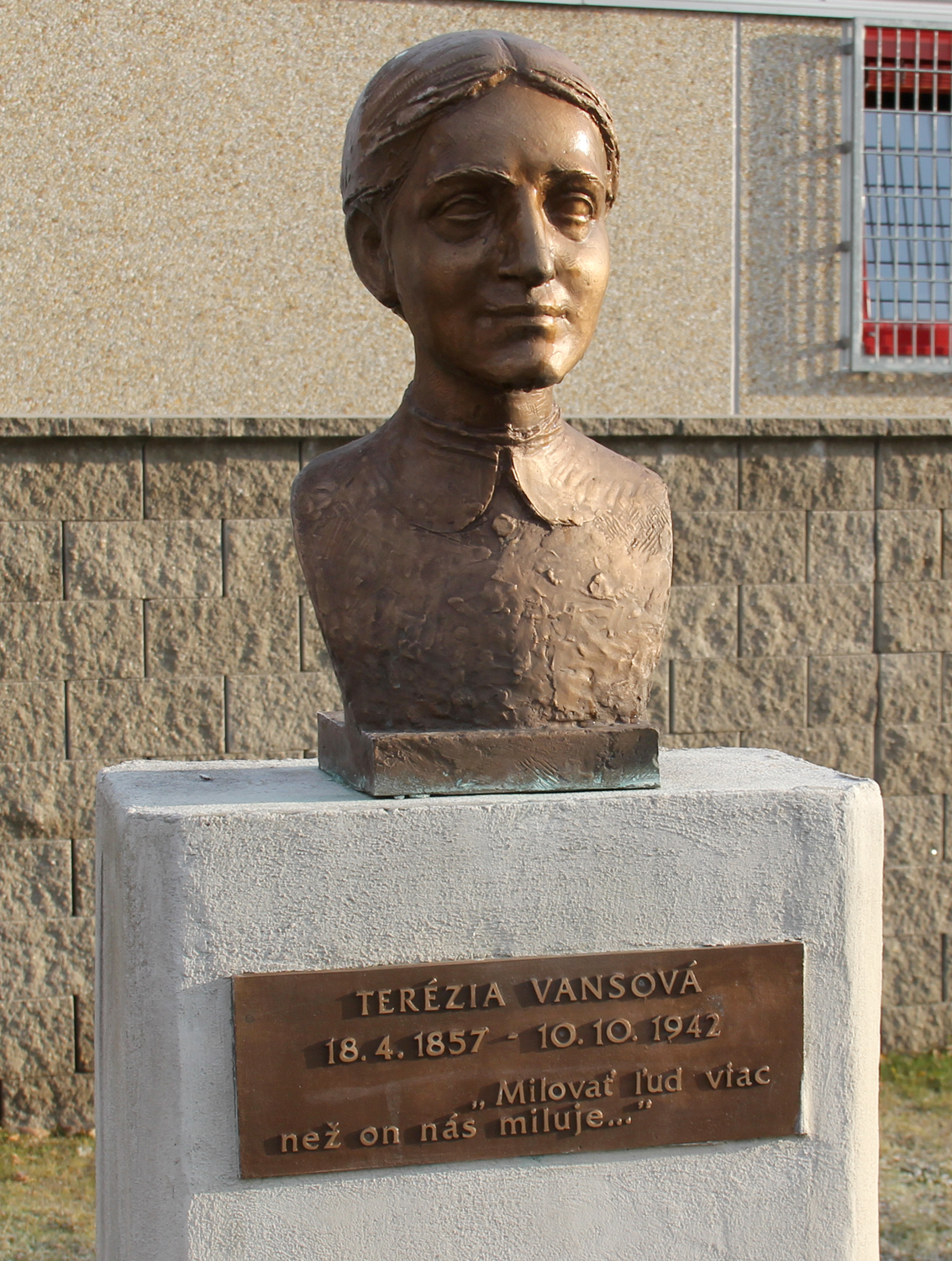
Bronzová busta Terézie Vansové na Náměstí Štefana Marka Daxnera v Rimavské Sobotě

- Rodný dům s pamětní deskou a bustou od Jána Kulicha (1957) ve Zvolenské Slatině
- Dům, v němž bydlela a zemřela, s pamětními deskami v Banské Bystrici
- Hrob s náhrobkem v Banské Bystrici
- Rukopisná pozůstalost a fotodokumentační materiál v Literárním archivu Matice Slovenské a v Literárním a hudebním muzeu v Banské Bystrici, kde jsou uloženy i hmotné památky
- Stálá expozice v LHM v Banské Bystrici
- Pojmenování ulic ve více slovenských městech
- Vansovej Lomnička – celoslovenská soutěž žen v uměleckém přednesu poezie a prózy

## Dílo

### Poezie
- 1875 – Moje piesne, cyklus básní v německém jazyce

### Próza
- 1884 – Jedlička, novela
- 1884 – Rozsobášení, novela
- 1885 – Čo si rozprávali klobúky
- 1885 – Suplikant
- 1885 – Humoreska
- 1886 – Lesť nad lesť
- 1886 – Ideál
- 1888 – Julinkin prvý bál
- 1889 – Sirota Podhradských
- 1890 – Obete márnomyseľnosti
- 1892 – Ohlášky
- 1893 – Prsteň
- 1896 / 1897 – Pani Georgiadesová na cestách, cestopis
- 1898 – Nové šatočky
- 1911 – Dve novelky
- 1914 – Nová kuchárska kniha
- 1919 – Milku dajú na edukáciu
- 1919 – Vlčia tma
- 1922 – Biela ruža
- 1922 – Chovanica
- 1922 – Z našej dediny
- 1926 – Kliatba, román
- 1927 – Boženka – Divočka
- 1928 – Ako zo svojho a iná próza
- 1930 – Sestry, román
- 1931 – Z fary a zo školy
- 1933 – Ilenin vydaj a iná próza

### Drama
- 1886 – Potopa, divadelní hra pro děti
- 1889 – V salóne speváčky, komedie
- 1897 – Svedomie
- 1901 – Ľúbezní hostia
- 1906 – Môj Jožko

### Životopisná díla
- 1900 – Terézia Medvecká, rodená Lange, o její matce
- 1926 / 1927 – Môj muž, o manželovi Jánovi Vansovi
- 1903 / 1904 – Paľko Šuška, novela o chovancovi jejích rodičů
- 1905 – Danko a Janko, novela popisující zážitky z dětství jejího manžela a jeho kamaráda Daniela Laučeka

### Překlady
- 1928 – Božena Němcová: Babička
- 1928 – Božena Němcová: Pohorská vesnice
- 1930 – Božena Němcová: Pan učitel